# 광주선
광주선(光州線)은 광주광역시 광산구의 동송정신호장 서쪽 광주선분기점에서 광주광역시 북구 광주역을 연결하는 한국철도공사의 단선 철도 노선이다.
본래는 경전선의 일부였으나, 2000년에 이 역 이남 구간이 이설되면서 현재는 경전선의 지선철도로 변경됐다. 그리고 모든 구간이 단선이다.
1968년에 ‘마산선’, ‘진주선’, ‘경전선’(당시 진주 - 순천)과 통합되어 ‘경전선’의 일부가 되었으나 2000년 경전선이 시외로 이설되면서 다시 부활했다.

## 개요
광주선은 역사적으로 두 노선이 존재한다. 하나는 현재 폐지된 노선으로 경전선 등의 구간 일부를 건설하였던 일제강점기의 남조선철도주식회사의 광주~담양간의 노선과, 원래 경전선의 일부 구간이 경전선 도심구간 이설 사업의 결과 분리된 것 두 가지이다. 여기에서는 경전선으로부터 분리된 현재의 노선명을 기준으로 작성하였다.
1974년부터 경전선 이설이 지속적으로 제기되어 왔지만, 예산 등의 이유로 계속해서 미루어져 오다가 1995년 12월에 착공, 2000년 8월 10일에 완공되었다. 이에 따라 구 광주 ~ 남광주 ~ 효천 간의 10.8km 구간 철로가 철거되고, 새로 송정리 ~ 서광주 ~ 효천 간 11.8km 구간이 신설되었으며, 동시에 구 노선은 광주선으로 분리됐다.
이후 KTX의 호남선 투입이 결정되자, 호남선과 함께 전철화되어 지금에 이르고 있다. 원래 이설이 논의될 당시에 송정리역과 통합하려 하였으나, 광주송정역이 기존 광주역의 역세권인 북구, 동구에서 상당히 멀리 떨어져 있어서 접근성이 좋지 않은 데다가 역 주변 상권의 유지 등을 이유로 노선 역시 잔존하게 되었다.
그러나 호남고속선의 완공 후 평면교차와 선로 배선 등의 문제로 광주의 고속철도역이 광주송정역으로 단일화됨에 따라, 2015년 4월 1일을 마지막으로 광주선에는 KTX가 더 이상 들어오지 않는다. 그리고 광주송정역 착발 KTX 및 SRT가 생겼다.
이러한 문제를 해결하기 위해 광주선 셔틀열차가 생겼지만, KTX와 달리 운영 주체가 다른 SRT와는 환승할인이 되지 않는다는 문제점이 있다. 그러나 2023년 12월 17일 통근열차 노후화로 셔틀열차 운행이 종료되었다.

## 연혁
- 1918년 7월 13일 : 남조선철도주식회사 송정리(현 광주송정) - 마산 구간 철도부설 허가
- 1921년 4월 13일 : 남조선철도주식회사 전남선 송정리 - 담양 구간 착공
- 1922년 7월 1일 : 전남선 송정리 ∼ 광주 구간 개통
- 1922년 12월 1일 : 전남선 광주 ∼ 담양 구간 개통[3]
- 1928년 1월 1일 : 조선철도 전남선 송정리 - 담양간이 국철에 매수되고, 광주선으로 개칭
- 1929년 2월 26일 : 남조선철도 광려선 광주 - 보성 - 여수항 간 철도 착공
- 1930년 12월 25일 : 광려선 전 구간 개통[4]
- 1936년 3월 1일 : 광려선이 국철에 매수되고, 송정리 ∼ 여수항 구간을 송려선으로 개칭
- 1936년 12월 16일 : 경전북부선 전구간 개통으로 인해 순천 - 송정리 구간이 경전서부선으로 개칭
- 1939년 12월 29일 : 광주선 담양 - 금지 간 철도 착공
- 1944년 6월 15일 : 운암역, 망월역, 마항역 폐지[5]
- 1944년 10월 31일 : 광주선 광주 ∼ 담양 구간이 전쟁물자 공출로 인해 폐선
- 1955년 9월 1일 : 경전서부선을 광주선으로 개칭[6]
- 1965년 7월 3일 : 광주선 지선 광주-금지 구간 착공,[7] 이후 광주 - 담양간 운영 적자로 인해 담양 - 금지 구간 공사 중단.
- 1969년 7월 25일 : 광주역이 대인동에서 현재의 위치로 이전.[8]
- 1976년 11월 12일 : 경전선 도심철도구간 이설 관련 철도이설 관계관 회의 개최
- 1979년 1월 12일 : 광주시, 광주선 이설 요청
- 1990년 12월 : 이설공사의 실시설계, 교통영향평가, 환경영향평가 완료
- 1995년 12월 27일 : 도심철도구간 이설 공사 개시[9]
- 2000년 8월 10일 : 도심철도구간 이설 공사 송정리(現 광주송정)~효천 간 11.0km 완공 및 구 선로 광주~효천 간 10.8km 폐지[10]
- 2001년 9월 6일 : 호남선 익산~광주간 전철화 공사로 인한 광주선 전철화 착공
- 2004년 3월 24일 : 호남선 복선 전철화 준공
- 2004년 4월 1일 : KTX 영업 개시
- 2006년 10월 31일 : 통근열차 운행 종료, 경전선 열차 운행 종료
- 2015년 4월 1일 : 호남고속철도 1단계 구간 개통으로 광주역 착발 KTX 운행 종료
- 2016년 12월 9일 : 누리로 영업 개시
- 2019년 4월 17일 : 철도 노선번호 변경에 따라 30704로 변경[11]
- 2020년 3월 1일 : 상행열차를 끝으로 누리로 열차 운행 종료
- 2023년 12월 17일 : 통근열차 운행 종료

## 역 목록

### 현재의 역목록
- ITX : ITX-새마을
- 무궁화 : 무궁화호
- ● : 전 열차 정차, ▲ : 일부 열차 정차, ｜: 모든 열차 통과

| ↑ 호남선 노안역 방면 |                  |          |    |    |    |     |      |                                                            |            |        |
| 광주송정             | Gwangjusongjeong | 光州松汀 |    | ●  |    |     |      | 경전선 호남선 호남고속선 ● 광주 도시철도 1호선(광주송정역) | 광주광역시 | 광산구 |
| (북송정삼각선 분기)  |                  |          | ｜ | ｜ | ｜ |     |      | 북송정삼각선 (호남선 장성 방면)                            | 광주광역시 | 광산구 |
| (동송정 분기)        |                  |          | ｜ | ｜ | ｜ | 0.0 | 0.0  |                                                            | 광주광역시 | 광산구 |
| 극락강               | Geungnakgang     | 極樂江   | ｜ | ●  | ▲  | 4.5 | 4.5  |                                                            | 광주광역시 | 광산구 |
| 광주                 | Gwangju          | 光州     | ●  | ●  | ●  | 7.4 | 11.9 |                                                            | 광주광역시 | 북구   |

- 광주선분기점은 동송정신호장에서 광주송정 방향 0.6km 지점에 위치해 있다.
- 용산발 광주행 열차는 모두 광주송정역을 경유하지 않는다.

### 광주-담양 구간의 역목록
| 역명               | 현재의 역명 | 역간거리 (km) | 영업거리 (km) | 접속 노선          | 소재지 (1937년 당시) | 소재지 (1937년 당시) |
| ------------------ | ----------- | ------------- | ------------- | ------------------ | -------------------- | -------------------- |
| 전남광주(全南光州) | 광주(光州)  | 0.0           | 0.0           | 경전서부선(경전선) | 전라남도             | 광주군               |
| 망월(望月)         | 망월(望月)  | 9.1           | 9.1           |                    | 전라남도             | 광주군               |
| 장산(長山)         | 장산(長山)  | 3.8           | 12.9          |                    | 전라남도             | 담양군               |
| 마항(馬項)         | 마항(馬項)  | 4.1           | 17.0          |                    | 전라남도             | 담양군               |
| 담양(潭陽)         | 담양(潭陽)  | 4.5           | 21.5          |                    | 전라남도             | 담양군               |

- 역명과 거리는 1937년도의 자료[12]를 참고로 작성되었다.

## 노선 특성
이 노선은 호남선 열차가 경전선을 경유하여 직통 운행하는 노선으로서, ITX-새마을, 무궁화호가 운행하며, 화물열차는 부정기적으로 운행한다. 광주역은 호남선 열차의 주요 종착역으로 상당수의 열차가 이 노선을 직통하여 운행한다.
2023년도 철도통계연보에 따르면 광주선을 경유하는 정기열차의 열차운행 빈도는 다음과 같다.
| 구간명      | 선로용량 | 새마을 | 무궁화 | 일반화물 | 운행총계 |
| ----------- | -------- | ------ | ------ | -------- | -------- |
| 동송정~광주 | 42       | 4      | 5      | 0        | 9        |

## 차량
- 객차
  - 무궁화호

- 동차
  - 간선 전기 동차

## 이용객 변동
다음 자료는 2000년부터 2015년까지 한국철도공사 한국철도통계 내용을 모은 것이다.
| 구분       | 이용 인원수 (명) | 이용 인원수 (명) | 이용 인원수 (명) | 이용 인원수 (명)             | 이용 인원수 (명)             | 이용 인원수 (명)             | 이용 인원수 (명)             | 이용 인원수 (명)             | 이용 인원수 (명)             | 이용 인원수 (명)             | 이용 인원수 (명)             | 이용 인원수 (명)             | 이용 인원수 (명)             | 이용 인원수 (명)             | 이용 인원수 (명)             | 각주   |
| 구분       | 2001년           | 2002년           | 2003년           | 2004년                       | 2005년                       | 2006년                       | 2007년                       | 2008년                       | 2009년                       | 2010년                       | 2011년                       | 2012년                       | 2013년                       | 2014년                       | 2015년                       | 각주   |
| ---------- | ---------------- | ---------------- | ---------------- | ---------------------------- | ---------------------------- | ---------------------------- | ---------------------------- | ---------------------------- | ---------------------------- | ---------------------------- | ---------------------------- | ---------------------------- | ---------------------------- | ---------------------------- | ---------------------------- | ------ |
| 비둘기     | 0                | 0                | 0                | 0                            | 0                            | 0                            | 0                            | 0                            | 0                            | 0                            | 0                            | 0                            | 0                            | 0                            | 0                            | [ 13 ] |
| 통일(통근) | 56,239           | 50,855           | 59,313           | 54,162                       | 57,685                       | 47,153                       | 0                            | 0                            | 0                            | 0                            | 0                            | 0                            | 0                            | 0                            | 0                            | [ 13 ] |
| 무궁화     | 708,442          | 671,544          | 598,012          | 355,754                      | 249,525                      | 218,315                      | 249,937                      | 237,306                      | 209,473                      | 186,681                      | 174,615                      | 172,228                      | 162,674                      | 161,721                      | 130,303                      | [ 13 ] |
| 새마을     | 295,391          | 282,285          | 243,889          | 149,437                      | 79,894                       | 74,076                       | 86,858                       | 86,665                       | 82,919                       | 85,501                       | 85,619                       | 89,624                       | 86,199                       | 85,320                       | 101,762                      | [ 13 ] |
| KTX        | 미개통           | 미개통           | 미개통           | 426,719                      | 778,120                      | 884,514                      | 851,541                      | 765,200                      | 693,733                      | 722,436                      | 759,295                      | 741,282                      | 692,827                      | 672,109                      | 165,358                      | [ 13 ] |
| 건설       | 3,132            | 1,071            | 1,107            | 각 종별 열차 이용객에 포함됨 | 각 종별 열차 이용객에 포함됨 | 각 종별 열차 이용객에 포함됨 | 각 종별 열차 이용객에 포함됨 | 각 종별 열차 이용객에 포함됨 | 각 종별 열차 이용객에 포함됨 | 각 종별 열차 이용객에 포함됨 | 각 종별 열차 이용객에 포함됨 | 각 종별 열차 이용객에 포함됨 | 각 종별 열차 이용객에 포함됨 | 각 종별 열차 이용객에 포함됨 | 각 종별 열차 이용객에 포함됨 | [ 13 ] |
| 정기권     | 9,892            | 12,925           | 13,219           | 각 종별 열차 이용객에 포함됨 | 각 종별 열차 이용객에 포함됨 | 각 종별 열차 이용객에 포함됨 | 각 종별 열차 이용객에 포함됨 | 각 종별 열차 이용객에 포함됨 | 각 종별 열차 이용객에 포함됨 | 각 종별 열차 이용객에 포함됨 | 각 종별 열차 이용객에 포함됨 | 각 종별 열차 이용객에 포함됨 | 각 종별 열차 이용객에 포함됨 | 각 종별 열차 이용객에 포함됨 | 각 종별 열차 이용객에 포함됨 | [ 13 ] |
| 합계       | 1,073,096        | 1,018,680        | 915,540          | 986,072                      | 1,165,224                    | 1,224,058                    | 1,188,336                    | 1,089,171                    | 986,125                      | 994,618                      | 1,019,529                    | 1,003,134                    | 941,700                      | 919,150                      | 397,423                      | [ 13 ] |